# Ziyad ibn Abihi
Abu-l-Mughira Ziyad ibn Abihi (àrab: أبو المغيرة زِيَاد بن أَبِيهِ, Abū l-Muḡīra Ziyād b. Abīhi) (Taïf, 622 o 623-ath-Thuwayya o ath-Thawiyya, prop de Kufa, 23 d'agost de 673) fou un governador de l'Iraq i de les províncies orientals per compte del califa omeia, del 670 al 673. Se l'assenyala amb diversos noms: Ziyad ibn Abi-Suffín, Ziyad ibn Ubayd, Ziyad ibn Sumayya, Ziyad ibn Abi-Sufyan, Ziyad ibn Ummihi. Ibn Abihi vol dir ‘fill de son pare’.
Va néixer fora del matrimoni a Taïf vers el 622 o 623. Es va fer musulmà sota Abu-Bakr. Després del 657 fou governador d'una fortalesa al Fars (després anomenada Kalat Ziyad), des de la qual es va mantenir fidel a Alí ibn Abi-Tàlib. Després de la mort d'Alí el 661, es va haver de rendir a Muàwiya I, perquè aquest havia pres com a ostatges els seus fills. Després d'una entrevista amb el califa fou reconegut oficialment com a fill d'Abu-Sufyan (665) i nomenat governador de Bàssora (juliol del 665),  que incloïa el Khurasan i el Sistan. A la mort d'al-Mughira ibn Xuba, governador de Kufa el 670, aquest govern fou agregat al de Bàssora. A Kufa hi passava els estius, mentre deixava Samura ibn Júnjab com a delegat a Bàssora; i els hiverns els passava a Bàssora, mentre a Jufa hi deixava Amr ibn Hurayth com a representant. Es va enfrontar als kharigites a Bàssora i als alides a Kufa. Els kharigites van marxar de Bàssora, però els alides de Kufa, sota la direcció d'Hujr ibn Adí al-Kindí van seguir operant a la regió. Ziyad va amenaçar el cap alida i va aconseguir aïllar-lo i el 671 el va arrestar i enviar a Damasc, on va ser executat a Mardj Adhra (a l'est de Damasc) juntament amb sis seguidors.
Ziyad probablement esperava ser designat hereu al tron, però el califa va designar el seu fill Yazid com a walí al-ahd (príncep hereu). Ziyad, en compensació, va demanar agregar el Hijaz al seu govern. Sembla que finalment el califa hi va accedir, però el 673, quan es va enviar el nomenament, Ziyad ja havia mort. Al Khurasan els seus lloctinents van avançar cap a l'est: al-Hàkam ibn Amr al-Ghifarí (sotsgovernador, 665-670), Ghàlib ibn Abd-Al·lah al-Laythí i Rabí ibn Ziyad al-Harithí (671-673) van restablir l'autoritat al Tukharistan, i Balkh i Kuhistan foren reocupats; al-Hàkam fins i tot hauria creuat l'Oxus.
Ziyad va encunyar monedes amb el seu nom (com a Ziyad ibn Abi-Sufyan). Va portar al Khurasan 50.000 famílies àrabs procedents de Bàssora i Kufa. Fou un orador notable i va deixar alguns escrits.